# Liste des ambassadeurs de France en Eswatini
La représentation diplomatique de la République française auprès du royaume d'Eswatini est située à l'ambassade de France à Maputo, capitale du Mozambique, et son ambassadeur est, depuis 2023, Yann Pradeau.

## Représentation diplomatique de la France
Le 6 septembre 1968, l'Eswatini déclare l'indépendance du pays. La France nomme son premier ambassadeur en mars 1970, d'abord en résidence à Lusaka puis, à partir de 1976, à Maputo.

## Ambassadeurs de France en Eswatini
| De   | À    | Ambassadeur                        | Résidence |
| ---- | ---- | ---------------------------------- | --------- |
| 1970 | 1972 | Édouard Hutt                       | Lusaka    |
| 1972 | 1976 | Gérard Le Saige de la Villesbrunne | Lusaka    |
| 1976 | 1977 | François Scheer                    | Maputo    |
| 1977 | 1981 | Paul Blanc                         | Maputo    |
| 1981 | 1984 | Bernard Boyer                      | Maputo    |
| 1984 | 1987 | Gérard Serre                       | Maputo    |
| 1987 | 1991 | Gérard Cros                        | Maputo    |
| 1991 | 1994 | Daniel Jouanneau                   | Maputo    |
| 1994 | 1995 | Robert Puissant                    | Maputo    |
| 1995 | 1999 | Didier Destremau                   | Maputo    |
| 1999 | 2004 | Bernadette Lefort                  | Maputo    |
| 2004 | 2006 | Louise Avon                        | Maputo    |
| 2006 | 2010 | Thierry Viteau                     | Maputo    |
| 2010 | 2013 | Christian Daziano                  | Maputo    |
| 2013 | 2016 | Serge Ségura                       | Maputo    |
| 2016 | 2020 | Bruno Clerc                        | Maputo    |
| 2020 | 2023 | David Izzo                         | Maputo    |
| 2023 | auj. | Yann Pradeau                       | Maputo    |

## Consulat
Le territoire d'Eswatini dépend de la circonscription consulaire de Maputo, au Mozambique.